# Лук'янівка (річка)
Лук'янівка, Леніндарський канал (біл. Лук’я́наўка, Леніндарскі канал) — річка в Добруському районі Гомельської області Білорусі, права притока річки Уть (басейн Дніпра). Довжина 9 км. Починається за 2 км на південь від агромістечка Леніна, впадає в Уть за 1,5 км на північний схід від села Лук'янівка. Русло каналізоване.